# Percy Daggs III
Percy Daggs III (20 de julio de 1982) es un actor estadounidense, más conocido por su personaje Wallace Fennel en la serie de televisión Veronica Mars.

## Filmografía
| Año       | Película           | Rol               | Notas                                            |
| --------- | ------------------ | ----------------- | ------------------------------------------------ |
| 2019      | Undone             | Cassie's Dad      | 1 episodio; "Handheld Blackjack"                 |
| 2015      | iZombie            | Sean Taylor       | 1 episodio; "Patriot Brains"                     |
| 2011      | Southland          | Wendell Watkins   | 1 episodio; "Code 4"                             |
| 2008      | American Son       | Shawn             |                                                  |
| 2008      | Raising the Bar    | Terrence Fletcher | 1 episodio; "Guatemala Gulfstream"               |
| 2008      | In Plain Sight     | Lawrence          | 1 episodio; "Iris Doesn't Live Here Anymore"     |
| 2004-2007 | Veronica Mars      | Wallace Fennel    | Actor regular de la serie.                       |
| 2003      | The Guardian       | Antoine Sanders   | 1 episodio; "Ambition"                           |
| 2003      | Boston Public      | Rob               | 1 episodio; "Chapter Sixty-One"                  |
| 2002      | Boston Public      | Rob               | 1 episodio; "Chapter Forty-Seven"                |
| 2002      | NYPD Blue          | Kelvin Hodges     | 1 episodio; Dead Meat in New Deli"               |
| 2002      | Family Law         | Kordell           | 1 episodio; "Celano v. Foster"                   |
| 2002      | The Nightmare Room |                   | 1 episodio; "Dear Diary, I'm Dead"               |
| 2001      | The Amanda Show    |                   | 1 episodio; "Penelope in Makeup"                 |
| 2001      | Blue Hill Avenue   | Young Money       |                                                  |
| 2000      | Freaks and Geeks   | Mathlete #2       | 1 episodio; "Looks and Books"                    |
| 1998      | To Have & to Hold  |                   | 1 episodio; "Hope You had the Time of Your Wife" |
| 1998      | Any Day Now        |                   | 1 episodio; "Making Music with the Wrong Man"    |